# Chionaema moupinensis
Chionaema moupinensis là một loài bướm đêm thuộc phân họ Arctiinae, họ Erebidae.